# Billet de 100 000 pesos colombiens
Recto
Verso
Le billet de 100 000 pesos colombiens (100 000 $) est le billet de banque ayant la valeur la plus élevée en circulation en Colombie. Mesurant 153 sur 66 millimètres, avec pour couleur prédominante le vert clair, il représente l'ancien président de la République colombien Carlos Lleras Restrepo (1908-1994) sur le recto. La vallée de Cocora (es) et des palmiers à cire du Quindío sont représentés sur le verso.
Mis en circulation pour la première fois le 31 mars 2016, il possède de nombreuses caractéristiques de sécurité telles qu'un filigrane, de l'encre ultra-violette, un fil de sécurité et des micro-impressions, qui certifient de son authenticité. Il est fabriqué à 100 % en pure fibre de coton.

## Histoire
Jusqu'en 1870, il n'existe pas de banque en Colombie, l'Église et les principaux commerçants dominant alors le marché du crédit. Des monnaies en or, argent, nickel et cuivre circulent mais aucun billet de banque n'est encore émis par le système monétaire encore peu développé de ce pays. La Banque de Bogota (Banco de Bogotá) est la première banque privée à être fondée en 1870 en Colombie. À partir de 1871, en vertu de la loi 35 de 1865, des billets émis jusqu'en 1886 par trente-six banques privées commencent à coexister avec la monnaie métallique et sont rachetables par cette dernière. En 1886, le président de la Colombie, Rafael Núñez, établit le cours forcé du billet de la Banque Nationale (Banco Nacional) fondée en 1880, mettant fin à l'émission de papier-monnaie par les banques privées sur le long terme. Le décret no 260 de 1885 suspend la convertibilité des billets en monnaie métallique. La loi no 87 de 1886 prescrit le caractère de monnaie légale de la République au billet de la Banque Nationale qui devient obligatoire pour le paiement des revenus et contributions publiques, tout comme dans les transactions entre particuliers. Par ailleurs, il est dorénavant interdit de stipuler toute autre espèce monétaire dans les contrats.
Après sa création en 1923, la Banque de la République (Banco de la República) est instituée comme étant la banque des banques et la seule à pouvoir émettre de la monnaie. Ainsi, entre 1923 et 1931, des coupures de 1, 2, 5, 10, 20, 50, 100 et 500 pesos entrent en circulation. Ces billets sont échangeables en or et en dollars. Après la crise mondiale des années 1930, ils cessent d'être convertibles en or et circulent en tant que moyen légal de paiement jusqu'au milieu des années 1970 où ils sont remplacés par des pièces de monnaie en cuivre et en nickel de valeur équivalente. Ces pièces sont fabriquées jusqu'en 1991 par le Trésor Général de la Nation et non par la Banque de la République. À compter de 1991, cette dernière émet la monnaie métallique, mettant un terme à la dichotomie dans l'émission monétaire en Colombie.

## Éléments graphiques
Le billet de 100 000 pesos mesure 66 millimètres sur 153 millimètres. Sur le côté recto de ce papier-monnaie dont la couleur principale est le vert, le portrait de l'ancien président de la République Carlos Lleras Restrepo (1966-1970) est représenté à droite. Au centre du billet, on le voit également debout avec deux ombres dans lesquelles apparaissent en majuscules les pseudonymes qu'il a utilisés alors qu'il était journaliste : « HEFESTOS » et « EL BACHILLER CLEOFÁS PÉREZ ». Une fleur de Tibouchina lepidota (es) et un Motmot d'Équateur imprimé partiellement sont représentés à gauche du corps de Lleras Restrepo. La valeur du billet « 100 MIL PESOS » et son numéro de série, composé de deux caractères alphabétiques et de huit chiffres, sont situés en haut à gauche. Les signatures du directeur général de la Banque de la République de Colombie et du directeur exécutif ainsi que les noms du pays (Colombia) et de la banque centrale (Banco de la República) sont situés en bas à gauche.
Le verso du billet représente la vallée de Cocora (es), à Salento dans le département du Quindío, région symbolique du palmier à cire considéré comme étant l'arbre national en Colombie, avec en arrière-plan les sommets du parc national naturel de Los Nevados. Accroché à l'un de ces arbres, un cosechero (collecteur de cire) racle le tronc afin de récupérer la cire. Le Motmot d'Équateur, déjà présent sur le recto, est de nouveau imprimé partiellement sur le verso. Le logo de la Banque de la République de Colombie est situé en haut à droite. La valeur du billet est placée dans le coin supérieur gauche sous l'intitulé « 100 MIL PESOS » et dans le coin inférieur droit sous l'intitulé « CIEN MIL PESOS ». Un poème de Luis Vidales faisant référence aux palmiers à cire du Quindío est imprimé sur la droite du billet.
Pour les déficients visuels, le nombre 100 est écrit en braille dans la partie inférieure du billet entre le texte « BANCO DE LA REPÚBLICA » et les deux ombres de Carlos Lleras Restrepo. Par ailleurs, des marques tactiles, composées de sept lignes en diagonale et parallèles entre elles, se trouvent sur les bords latéraux du recto du billet.

## Caractéristiques de sécurité
Les billets de 100 000 pesos colombiens sont protégés de plusieurs façons. Ainsi, ils ont un fil de sécurité, brillant et de couleur fuchsia. Lorsqu'on bouge le billet, une partie de ce fil de sécurité vire au jaune vert. Le texte « BRC » et la silhouette du Motmot d'Équateur sont également visibles par transparence sur ce fil de sécurité. Par transparence, un filigrane représente le visage de Carlos Lleras Restrepo avec effet tridimensionnel ainsi que le numéro « 100 ». Il existe également plusieurs impressions en relief sur le recto et sur le verso du billet. Grâce à la lumière ultraviolette, la surface du billet apparaît opaque à l'exception, par exemple, de certaines figures géométriques, de micro-textes et du Motmot d'Équateur qui deviennent vert ou orange tandis que des fibrilles jaunes ou rouges apparaissent des deux côtés du billet. Il est aussi protégé grâce à un numéro de série, par diverses micro-impressions et par une encre à couleur changeante utilisée sur le recto pour la fleur de Tibouchina lepidota, cette dernière, de couleur verte, devenant bleue lorsque le billet est incliné. Enfin, il est protégé par des effets de transvision. Ainsi, en examinant le billet par transparence, le Motmot d'Équateur, le texte « BRC » et plusieurs figures géométriques de couleurs différentes réalisés pour partie au recto et pour partie au verso sont restitués dans leur intégralité.

## Émission et circulation
Depuis 1987, la Banque de la République utilise le système métrique décimal comme modèle d'émission pour sa monnaie. Développé par L.C. Payne et H.M. Morgan en Angleterre, il a été adapté à la Colombie. Son objectif premier est d'anticiper la production de billets afin de maintenir les stocks d'argent nécessaires pour satisfaire à la demande de l'économie et de disposer de réserves de sécurité pour couvrir les éventuelles défaillances de l'offre. Afin d'avoir les plus faibles coûts possibles, cet établissement bancaire doit également projeter les dates où il est nécessaire d'introduire de nouvelles dénominations sur les billets ou de les remplacer par de la monnaie métallique.
Le 31 mars 2016, une centaine de personnes est conviée au lancement du billet de 100 000 pesos qui est le premier d'une nouvelle série. Le vice-président Germán Vargas Lleras, qui est l'un des premiers à acquérir ce billet à l'effigie de son grand-père, est l'un des invités. Le 19 mai de la même année, soit environ un mois et demi après la mise en circulation du nouveau billet, le périodique Semana réalise un sondage via Twitter. Sur 2 682 votes enregistrés, 98 % des votants déclarent ne pas l'avoir utilisé, contrairement aux 2 % restants, les billets de 50 000 pesos étant considérés comme suffisants.
| 2016      | 2017 | 2018 |
| --------- | ---- | ---- |
| 450 614,2 | -    | -    |

## Contrefaçon
Le directeur de la Banque de la République de Colombie, José Darío Uribe, lance la campagne Billetes y monedas: valor y arte (« Billets et pièces : valeur et art ») en 2010 afin que les citoyens puissent repérer les contrefaçons. Grâce à une série d'ateliers, les caissiers, les commerçants, les chauffeurs du service public et, de façon générale, toutes les personnes pouvant être exposées à la réception de la fausse monnaie sont ainsi formées pour reconnaître les faux-billets. À l'issue de cette formation, ils reçoivent comme certificat une décalcomanie à afficher dans leurs boutiques et sur leurs caisses enregistreuses afin de faire fuir les éventuels trafiquants de fausse monnaie. Selon José Darío Uribe, « les différentes campagnes éducatives que la Banque de la République a réalisées ont permis de réduire le nombre de falsifications de billets en Colombie ». La Banque de la République recommande de reconnaître les faux-billets par la méthode simple de « Toucher, regarder et incliner » (Tocar, mirar y girar).
En mai 2016, soit à peine un mois après la mise en circulation du billet de 100 000 pesos, un premier cas de tentative de falsification est observé à Zipaquirá par un caissier d'une banque commerciale. En effet, il voit passer entre ses mains ce faux-billet qui s'avère être une simple photocopie couleur.

## Éditions
Jusqu'à aujourd'hui, il n'y a eu officiellement qu'une seule série de billets de 100 000 pesos colombiens. Le tirage initial porte la signature du président de la Banque de la République de Colombie, José Darío Uribe Escobar, et du directeur exécutif, José Tolosa Buitrago.
| no | no | Date d'édition | Date de mise en circulation | Modifications par rapport à l'édition antérieure (autres que la date d'édition) | Ref.  |
| -- | -- | -------------- | --------------------------- | ------------------------------------------------------------------------------- | ----- |
|    | 1  | 8 août 2014    | 31 mars 2016                |                                                                                 | [ 1 ] |